# Thalpophila variegata
Thalpophila variegata là một loài bướm đêm trong họ Noctuidae.